# Galês da Patagônia
Galês da Patagônia (em galês: Cymraeg y Wladfa) é uma variedade da língua galesa falada em Y Wladfa, o assentamento galês na Patagônia, Província de Chubut, Argentina. O galês patagônico se desenvolveu e se tornou um dialeto distinto do galês, diferente dos vários dialetos usados no próprio País de Gales; no entanto, os dialetos têm um alto grau de inteligibilidade mútua, e falantes do País de Gales e da Patagônia conseguem se comunicar facilmente. Vários topônimos espalhados pelo Vale do Chubut são de origem galesa. 
Professores são enviados para ensinar o idioma e treinar tutores locais na língua galesa, e há certo prestígio em conhecer o idioma, mesmo entre aqueles que não são descendentes de galeses. A educação e os projetos galeses são financiados principalmente pelo Governo Galês, pelo British Council, pela Universidade de Cardiff e pela Associação Galesa-Argentina. Em 2005, havia 62 aulas de galês na área e o galês era ensinado como disciplina em duas escolas primárias e duas faculdades na região de Gaiman. Há também uma escola bilíngue de língua galesa-espanhola chamada Ysgol yr Hendre situada em Trelew, e uma faculdade localizada em Esquel. Em 2016, havia três escolas primárias bilíngues galês-espanholas na Patagônia. 
O sistema numérico decimal usado no galês moderno teve origem na Patagônia na década de 1870 e foi posteriormente adotado no País de Gales na década de 1940 como uma contrapartida mais simples ao sistema vigesimal tradicional, que ainda sobrevive no País de Gales. 
Um total de 1.220 pessoas fizeram cursos de galês na Patagônia em 2015. 
Os concursos formais de poesia Eisteddfod foram reativados, embora agora sejam bilíngues em galês e espanhol. 

## História

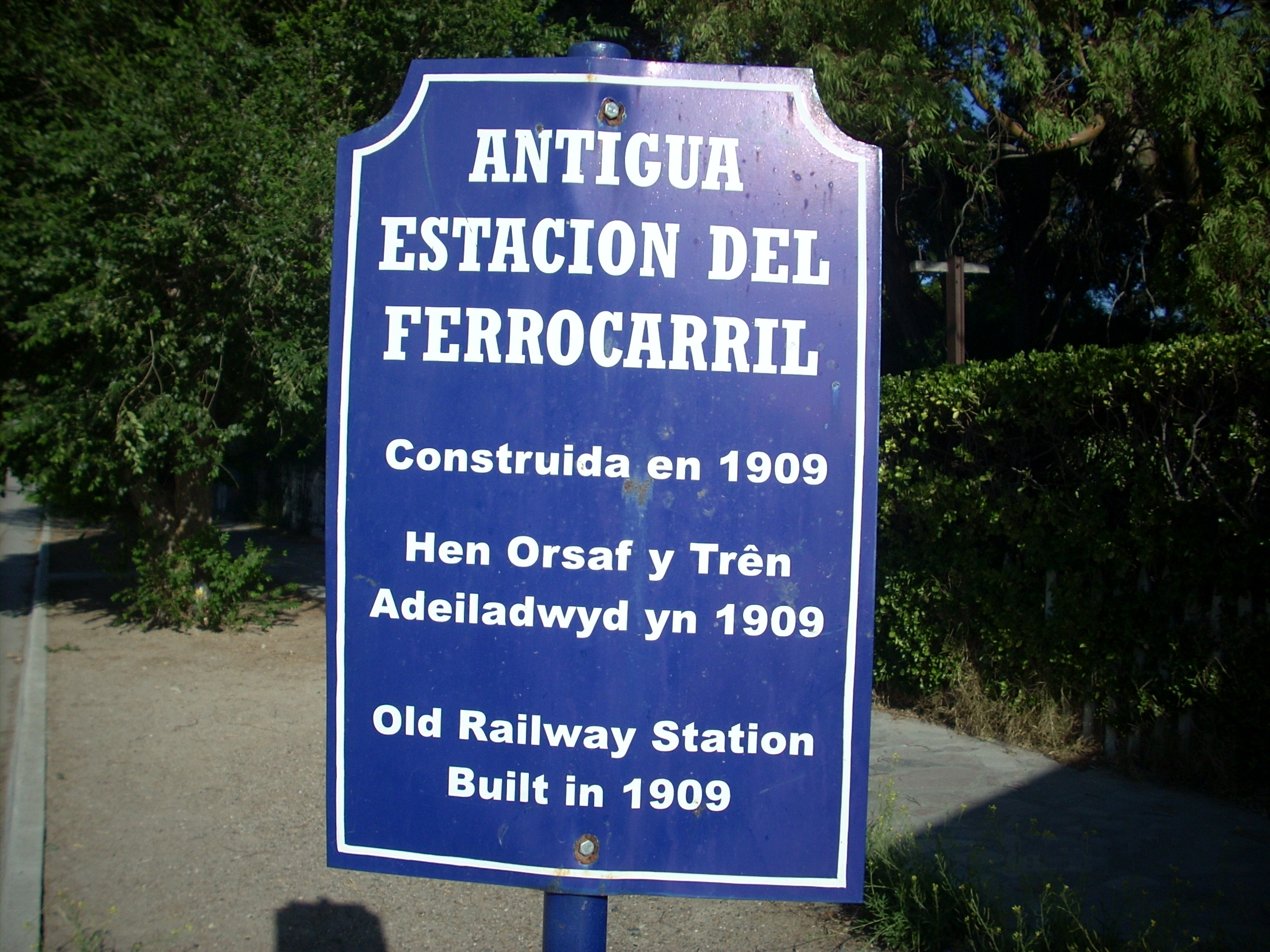
Sinal trilíngue em Gaiman.

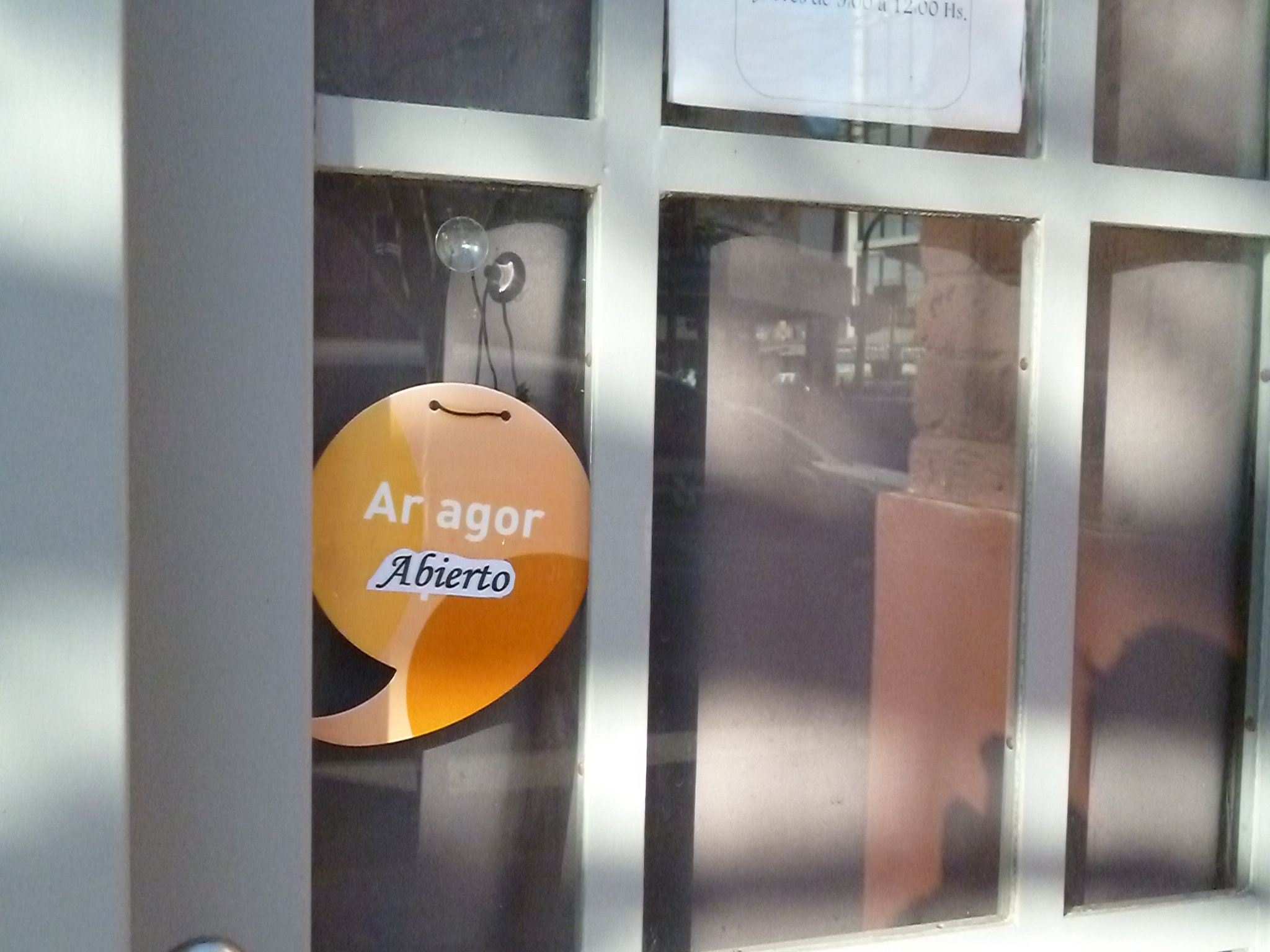
Abierto e Ar agor na sede do Eisteddfod no vale de Chubut.

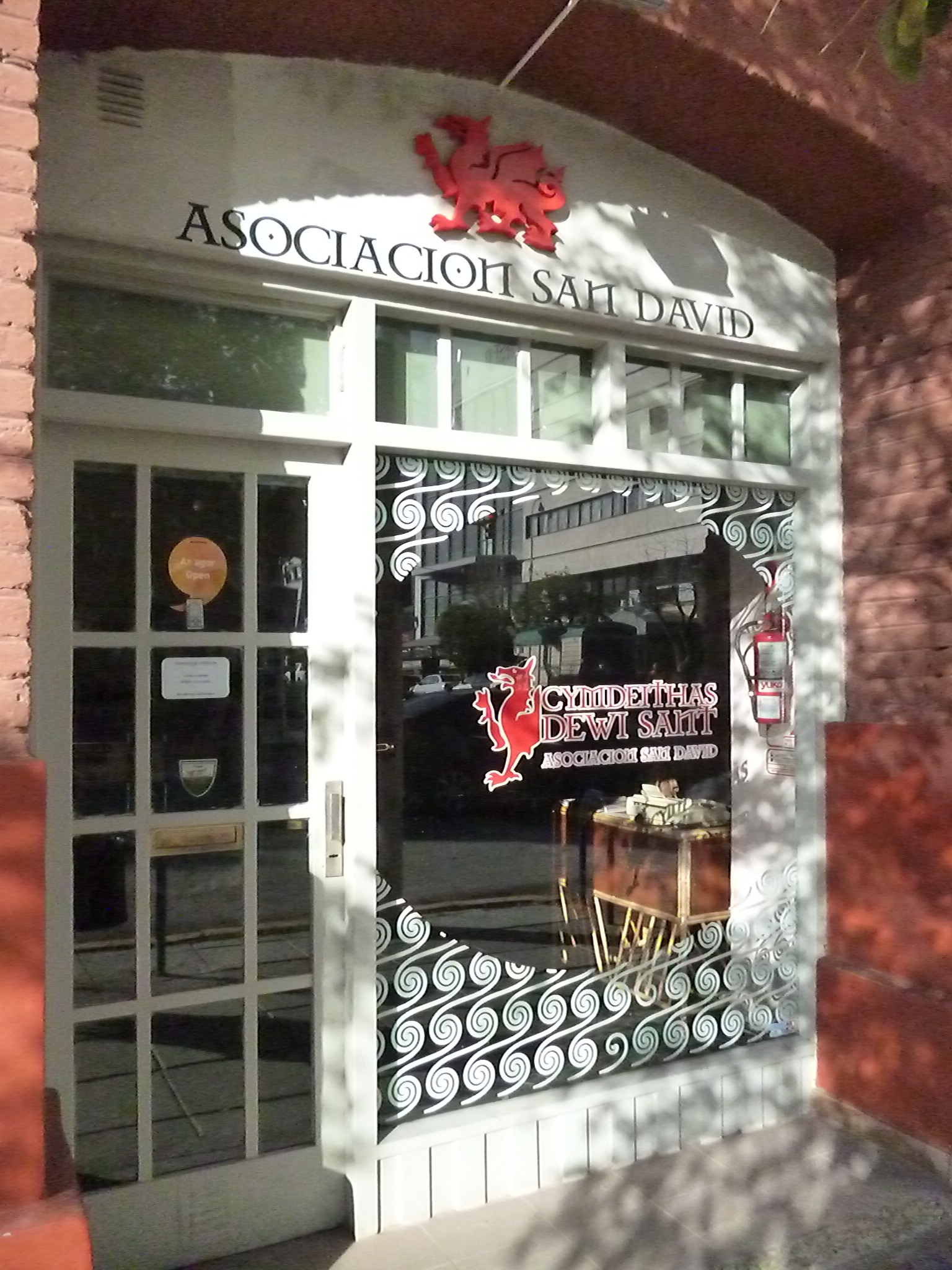
Sede da Associação San David. Cymdeithas Dewi Sant.

Um grupo de galeses chegou pela primeira vez à Patagônia em 1865. Eles migraram para proteger sua cultura e língua nativas galesas, que consideravam ameaçadas em seu País de Gales natal. Com o passar dos anos, o uso da língua começou a diminuir, e houve relativamente pouco contato entre o País de Gales e o Vale do Chubut. A situação começou a mudar quando muitos galeses visitaram a região em 1965 para comemorar o centenário da colônia; desde então, o número de visitantes galeses aumentou. 
Em 1945 e 1946, o BBC World Service transmitiu programas de rádio em galês da Patagônia. 
Na Guerra das Malvinas de 1982, um paraquedista galês encontrou um soldado argentino detido que falava galês.   Durante o repatriamento marítimo das tropas argentinas, os marinheiros da Marinha Mercante Britânica e os guardas galeses também encontraram um soldado argentino que falava galês.  As tropas detidas desembarcaram em Puerto Madryn.
Em 2004, os falantes de galês na Argentina pediram ao governo galês que lhes fornecesse programas de TV em galês para incentivar a sobrevivência e o crescimento do galês na Patagônia. 

## Usos da linguagem

### Ensino de línguas atualmente

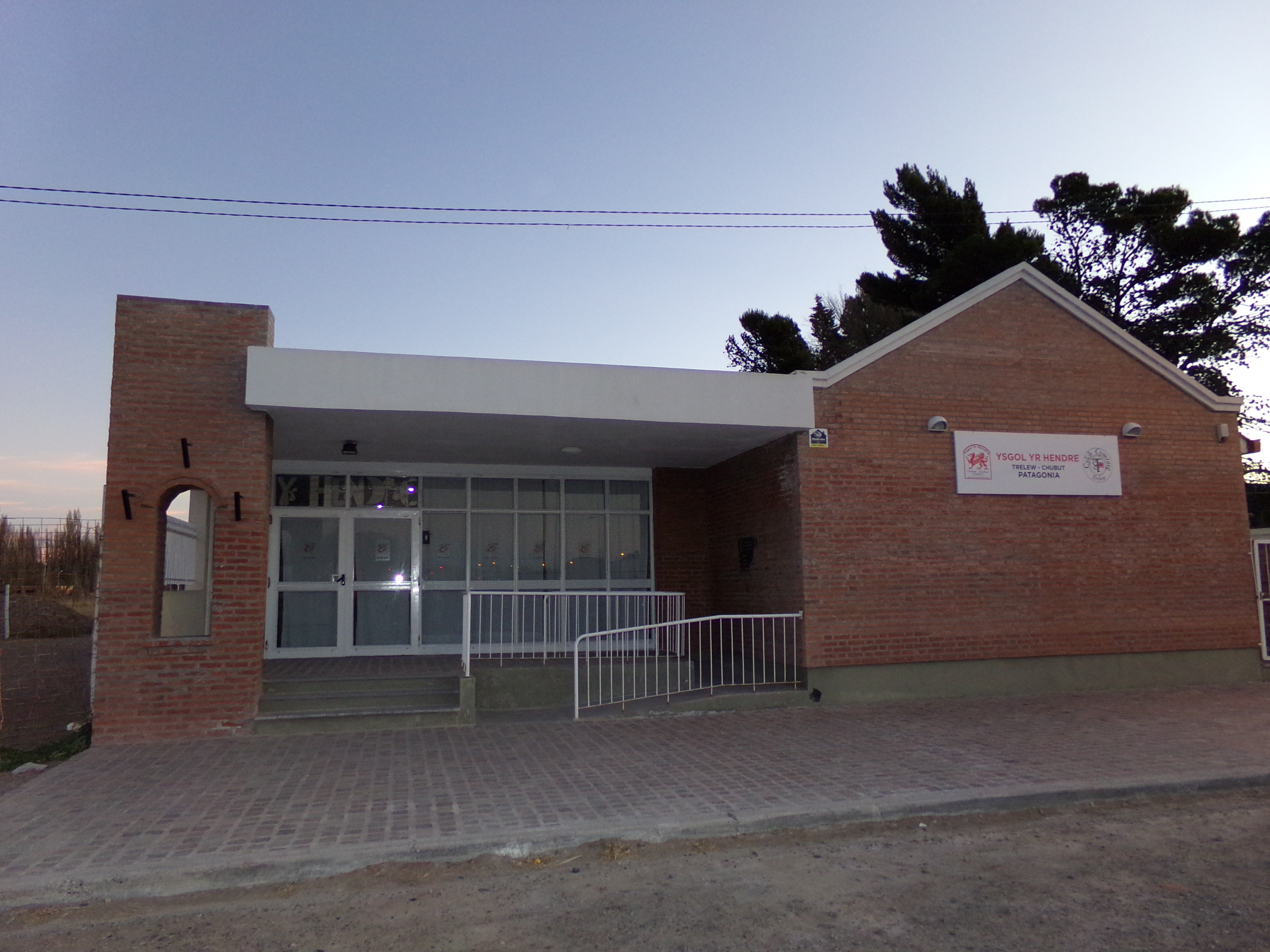
Escola bilíngue galês-espanhol Ysgol yr Hendre em Trelew

Por volta de 2005, sessenta e duas aulas de galês eram ministradas em Chubut e o idioma também estava no currículo de um jardim de infância, duas escolas primárias e duas escolas na área de Gaiman (incluindo uma escola que data de 1899), bem como uma escola bilíngue galês-espanhol localizada em Trelew e uma escola em Esquel.   Aulas de galês na região dos Andes são realizadas desde 1996. O Instituto Galês de Trevelin e Esquel nasceu de um projeto conjunto da Assembleia do País de Gales, do Conselho Britânico e do Governo da Província de Chubut. 
Desde o final da década de 1990, a Associação Gales-Argentina mantém um programa para aumentar o ensino e o uso da língua galesa em Chubut. Durante 15 anos, o plano conseguiu criar um novo tipo de falantes de galês na Patagônia (falantes de galês como segunda língua, principalmente jovens). Em 1997, a maioria dos alunos eram adultos e havia apenas uma escola para crianças. Quatro anos depois, havia 263 horas de aulas de galês por semana e 846 alunos, dos quais 87% eram crianças e jovens (em Gaiman, 95% dos que frequentavam essas aulas tinham menos de vinte anos). 
Uma das funções da Associação Gales-Argentina também é organizar viagens de intercâmbio de professores e alunos entre o País de Gales e a Argentina: ela tem um representante na Comissão do Projeto de Ensino de Galês do British Council, que enviou professores de galês para Chubut e apoia financeiramente um aluno que frequenta um curso intensivo de língua galesa realizado anualmente. Também tem ligações com faculdades e escolas no País de Gales e em Chubut, onde subsidia e fornece apoio aos estudantes. 
Em maio de 2015, o governo local de Trelew anunciou aulas intensivas e gratuitas de galês para os habitantes da cidade, sob o nome de Cwrs Blasu ("Saboreando a língua"). Ann-Marie Lewis, uma professora galesa, viajou para a Patagônia exclusivamente para ensinar a língua. 

#### Escolas bilíngues galês-espanholas
Para o 150º aniversário da colônia, foi criada em Trevelin uma associação para formar a primeira escola bilíngue espanhol-galês no vale 16 de Octubre sob o nome de Ysgol Gymraeg yr Andes, que será pública, mas administrada de forma privada. 

### Literatura e jornalismo

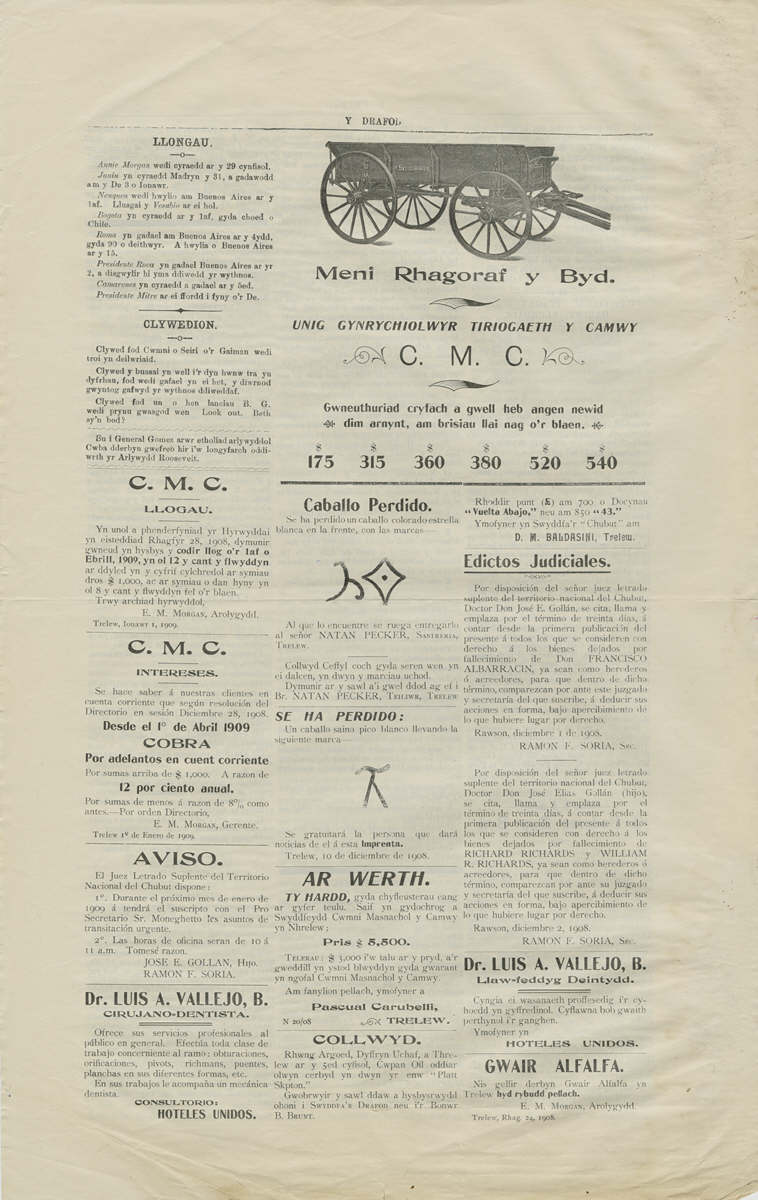
Boletim informativo Y Drafod.

Livros de poesia e literatura foram publicados desde os primeiros anos da colônia, enquanto os primeiros jornais, como o Y Drafod (bilíngue galês-espanhol), datam da década de 1890. 
Talvez um dos principais escritores da colônia tenha sido Eluned Morgan, autor de vários livros, como Into the Andes (em galês: Dringo 'r Andes) que são considerados clássicos. Enquanto R. Bryn Williams, foi outro escritor proeminente, que ganhou a presidência do Partido Nacional Eisteddfod e também foi autor de vários romances, incluindo Banddos de los Andes. Entre os escritores dos últimos tempos, pode-se observar a figura de Irma Hughes de Jones. 
Vários volumes de memórias sobre a Patagônia foram publicados, incluindo Memorias de la Patagonia (1980) de R. Bryn Williams, que inclui ensaios de muitos moradores da Colônia, Atracciones de la Patagonia (1984) de Mariano Elías, baseado em entrevistas com Fred Green, Memories of Patagonia (1985) de Valmai Jones e Nel fach e bwcs (1992) de Margaret Lloyd Jones. Enquanto isso, Sian Eirian Rees Davies ganhou o Prêmio Memorial Daniel Owen em 2005 com I Fyd Sy Well, um romance histórico sobre os primórdios da colônia na Patagônia. Muitos livros existentes sobre a colônia estão em espanhol e galês. 

### Eisteddfod

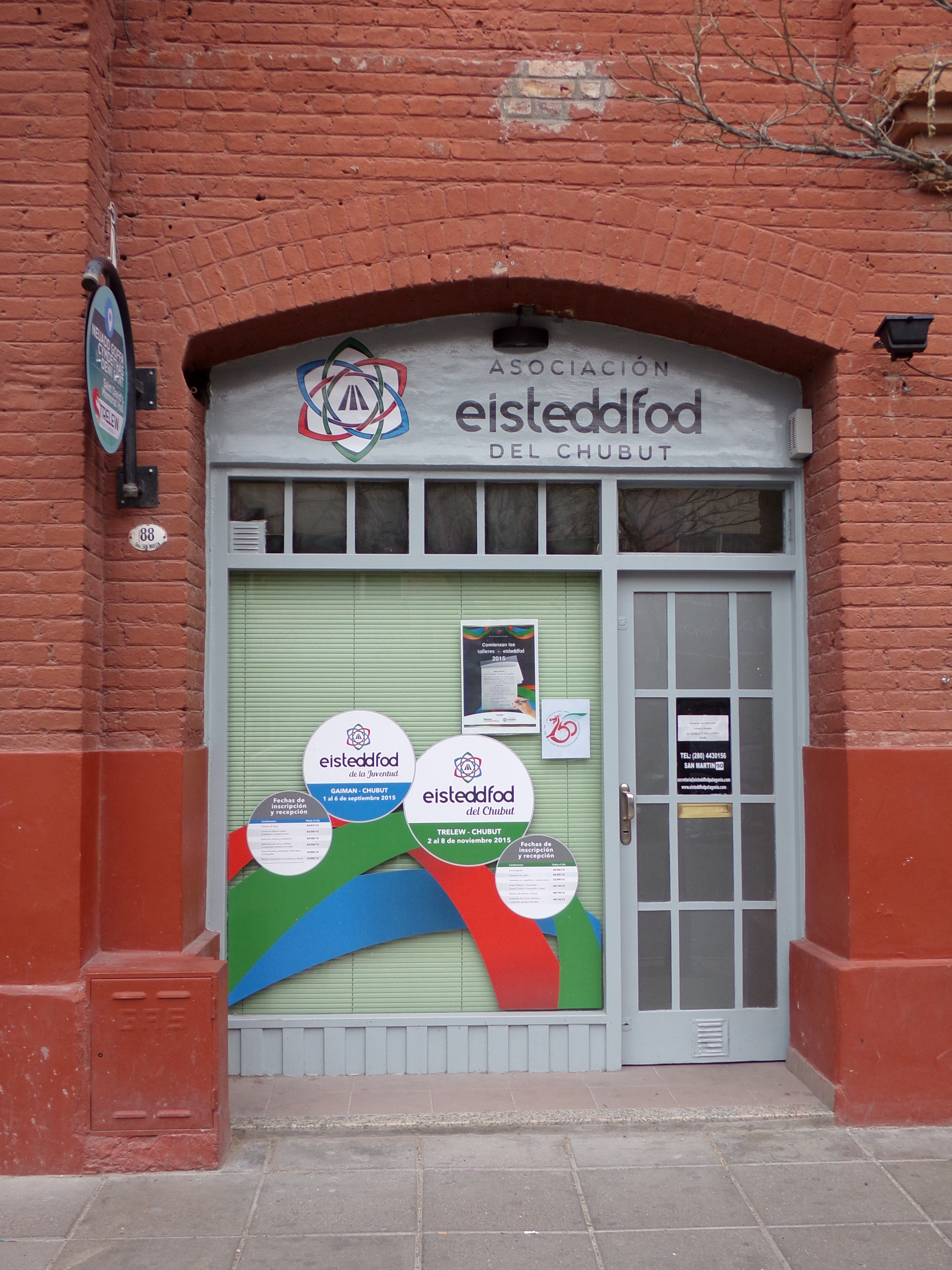
Sede do Eisteddfod do Vale do Chubut no Salón San David de Trelew.

O Eisteddfod é um festival musical e literário muito popular no País de Gales. Com a chegada dos colonos à Argentina, surgiu também na região a festa, que é celebrada duas vezes ao ano até hoje. Em setembro, o Eisteddfod para jovens é realizado em Gaiman e em outubro para adultos. Também são realizadas em Trevelin, Dolavon e Puerto Madryn.  As competições são realizadas em galês e espanhol. 

## Vocabulário
O dialeto contém adoções locais do espanhol ou empréstimos do inglês, não presentes no galês falado no País de Gales. 
Por exemplo, mynd i baseando deriva de paseando em espanhol. Baseando é uma mutação gramatical galesa de paseando.
| Galês da Patagônia | Galês (País de Gales) | Espanhol Rioplatense      | Tradução         |
| ------------------ | --------------------- | ------------------------- | ---------------- |
| Singlet            | Fest                  | chaleco                   | Colete, Regata   |
| Poncin             | Pwmpen                | zapallo                   | Abóbora          |
| Mynd i baseando    | Mynd am dro           | ir de paseo / ir paseando | Ir dar uma volta |
| Corral             | Corlan                | corral                    | Redil, Curral    |
| Pasiwch            | Dewch i mewn          | ¡pase!                    | Entre!           |
| Costio             | N/D                   | costar                    | Abordar          |

## Toponímia galesa de sítios patagônicos

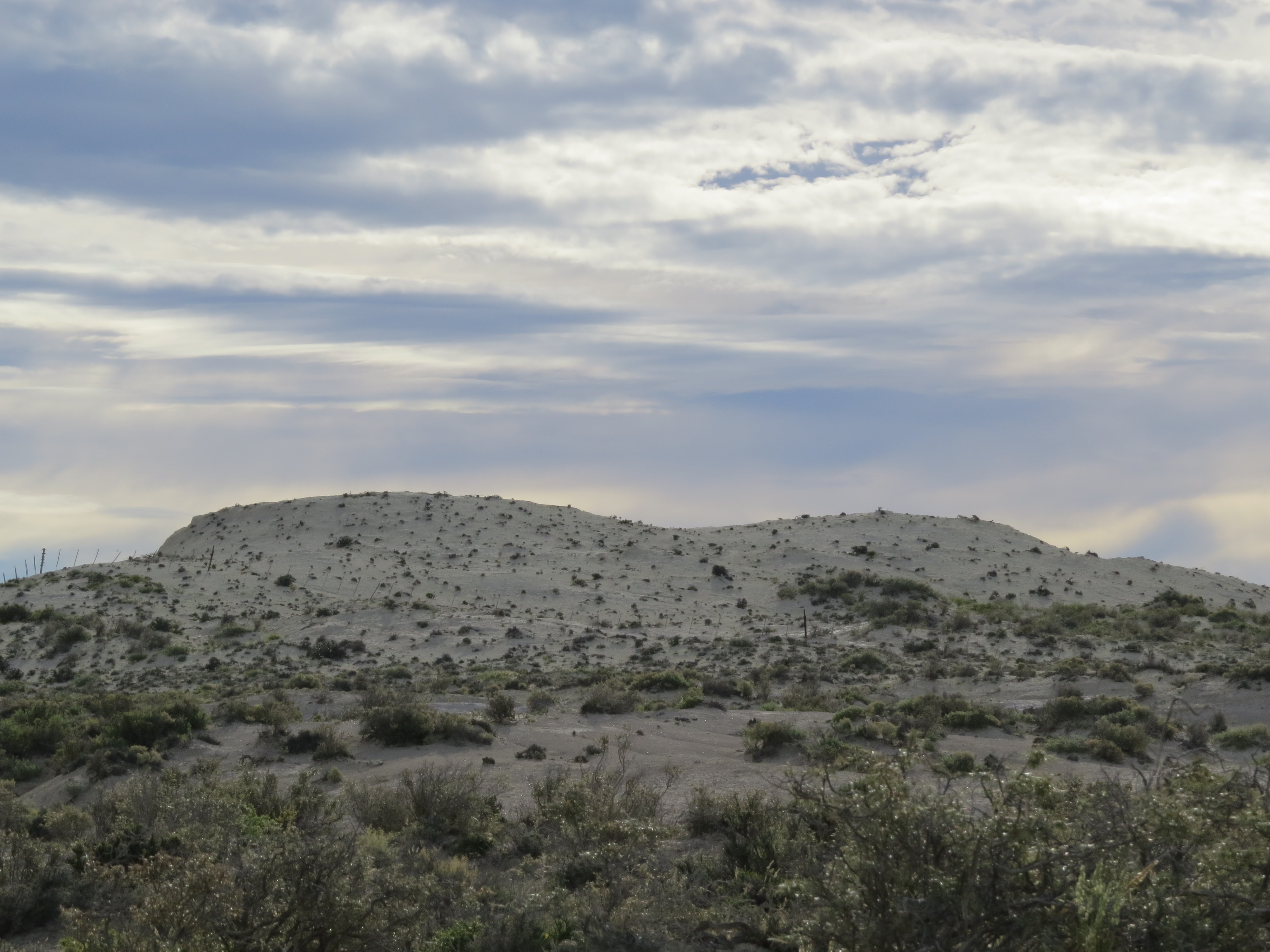
Loma Blanca (em galês Bryn Gwyn) ao sul de Gaiman.

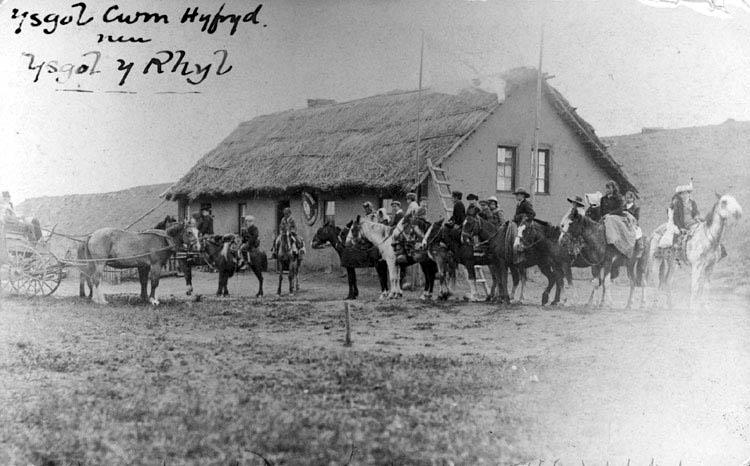
Fotografia original da Escola do Vale de 16 de outubro (Ysgol Cwm Hyfryd) com inscrições em galês.

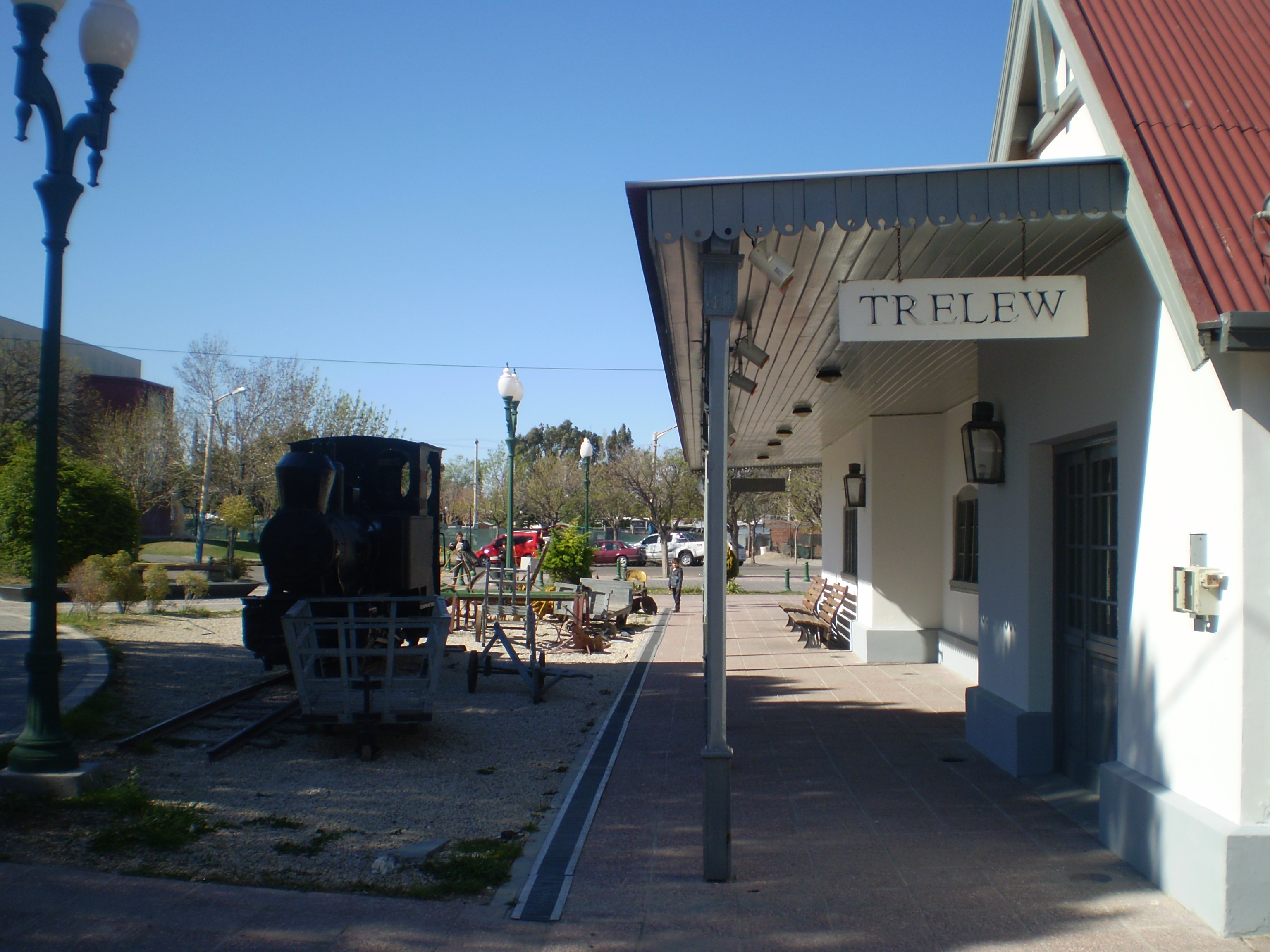
Plataforma da antiga estação ferroviária de Trelew («pueblo de Luis»).

Quando os colonos galeses chegaram à Patagônia, eles não tiveram contato imediato com os nativos tehuelches ou mapuches, que já tinham sua própria toponímia para a região. Por isso, eles precisaram dar nomes às paisagens de seu novo lar. 
Puerto Madryn foi o primeiro topônimo galês. O nome da cidade homenageia Love Jones Parry, Barão de Madryn, no País de Gales. O topónimo teve origem no final de 1862, quando Love Jones Parry, acompanhado por Lewis Jones, viajou para a Patagónia a bordo do navio Candelaria para decidir se aquela região era adequada para uma colônia galesa. 
No vale do rio Chubut, alguns dos topônimos de vilas e áreas rurais surgiram das peculiaridades do terreno (como Bryn Gwyn, "colina branca", ou Tyr Halen, "terra salgada"), dos nomes das fazendas doadas pelo governo argentino, ou de uma capela erguida na área (como no caso de Betesda ou Ebenezer). 
Há também homenagens a pessoas, como Trelew, onde "Lew" é uma abreviatura de Lewis Jones;  ou nomes compostos derivados de características geográficas (por exemplo, Dolavon, onde Dol é prado ou lap e afon, rio) ou mesmo de edifícios (como Trevelin, onde Tre é cidade e felin, moinho, para o moinho de farinha de John Daniel Evans).  
Alguns topônimos criados pelos galeses sobreviveram, mas outros foram perdidos.  Em 2015 surgiu um projeto denominado Gorsedd y Cwmwl, que visa repor o nome original do monte Trono de las Nubes dado pelos primeiros galeses que habitaram o vale 16 de Octubre e esquecido pela população, já que a montanha também é chamada de La Monja. 
| Espanhol                             | Galês                               |
| ------------------------------------ | ----------------------------------- |
| Argentina                            | Yr Ariannin                         |
| Arroyo de los Saltos                 | Nant y Fall                         |
| Arroyo Pescado                       | Nant y Pysgod                       |
| Bajo de los Huesos                   | Pant yr Esgyrn                      |
| Cajón de Ginebra                     | Bocs Gin                            |
| Cañada Negra                         | Glyn Du                             |
| Cerro Cóndor                         | Craig yr Eryr                       |
| Cerro Ojo Negro                      | Trofa Llygad Du < trofa'r llygad du |
| Cerro Trono de las Nubes             | Gorsedd y Cwmwl                     |
| Dique Florentino Ameghino / El Dique | Yr Argae                            |
| Estepa patagónica                    | Y Paith (lit. the prairie)          |
| Fuerte Aventura                      | Caer Antur < caer yr antur          |
| La Angostura                         | Lle Cul                             |
| Laguna de Aaron                      | Llyn Aaron                          |
| Laguna/Bajo del Diablo               | Llyn y Gwr Drwg                     |
| Laguna Grande                        | Llyn Mawr                           |
| Las Plumas                           | Dôl y Plu                           |
| Loma Blanca                          | Bryn Gwyn                           |
| Loma María                           | Bryniau Meri                        |
| Loma Redonda                         | Bryn Crwn                           |
| Pampa de Agnia y Laguna de Agnia     | Llyn Ania / Pant y Ffwdan           |
| Paso de Indios                       | Rhyd yr Indiaid                     |
| Paso Berwyn                          | Rhyd Berwyn                         |
| Península Valdés                     | Gorynys Valdés                      |
| Provincia del Chubut                 | Talaith Chubut / Camwy              |
| Provincia de Río Negro               | Talaith Afon Ddu                    |
| Provincia de Santa Cruz              | Talaith Y Groes Wen                 |
| Pueblo de Luis                       | Trelew                              |
| Pueblo del Molino                    | Trevelin < tre'r felin              |
| Puerto Madryn                        | Porth Madryn                        |
| Punta Cuevas                         | Penrhyn yr Ogofâu                   |
| Rawson                               | Trerawson                           |
| Río Chico                            | Afon Fach                           |
| Río Chubut                           | Afon Camwy                          |
| Río Corintos                         | Aber Gyrants                        |
| Sierra Chata                         | Craig y Werfa                       |
| Tecka                                | Hafn Lâs                            |
| Tierra Salada / Veintiocho de Julio  | Tir Halen < "tir yr halen"          |
| Torre José                           | Tŵr Joseph                          |
| Tres Sauces                          | Tair Helygen                        |
| Valle 16 de Octubre                  | Cwm Hyfryd / Bro Hydref             |
| Valle de Los Altares                 | Dyffryn yr Allorau                  |
| Valle de los Mártires                | Dyffryn y Merthyron / Rhyd y Beddau |
| Valle inferior del río Chubut        | Dyffryn Camwy                       |
| Valle Frío                           | Dyffryn Oer                         |
| Vuelta/Prado del río                 | Dolavon < dôl yr afon               |